# جاريد ايروين
جاريد ايروين (بالإنجليزية: Jared Irwin)‏ هو سياسي أمريكي من مواليد سنة 1750 في مقاطعة مكلنبورغ بولاية كارولاينا الشمالية انتقلت اسرته إلى مقاطعة بورك بولاية جورجيا الأمريكية عندما كان شابا انتخب ايروين مرتين لمنصب حاكم ولاية جورجيا الأمريكية المرة الأولى كانت ما بين عامي 1796 إلى عام 1798 والمرة الثانية كانت ما بين عامي 1806 إلى عام 1809 توفي جاريد ايروين في الأول من شهر أذار - مارس من سنة 1818 في ولاية جورجيا.